# Loga (département)
Pour le quartier de la ville allemande de Leer, voir Loga (Leer).
Loga est un département du sud-ouest du Niger situé dans la région de Dosso.

## Géographie

### Administration
Loga est un département de 4 081 km2 de la région de Dosso.

Son chef-lieu est Loga.
Son territoire se décompose en :
- Communes urbaines : Loga.
- Communes rurales : Falouel, Sokorbé.

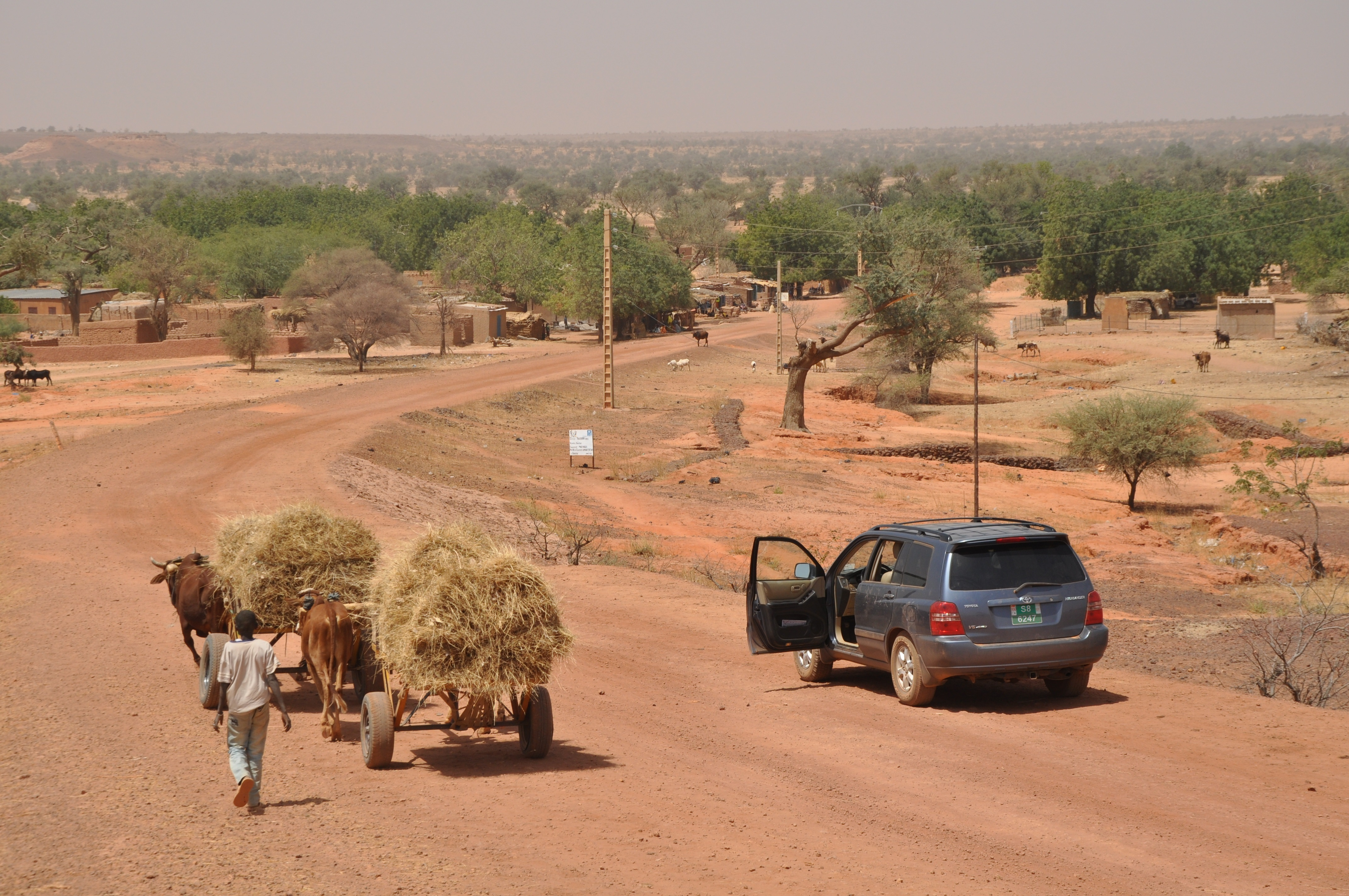
Vue de Sokorbey, au Niger, en entrant par la Route Nationale n°14 par le sud.

| Code INS | Commune | Superficie (km²) | Population (2012) | Localités |
| -------- | ------- | ---------------- | ----------------- | --------- |
| 30701    | Falouel | 1 143            | 57 564            | 136       |
| 30702    | Loga    | 1 279            | 82 400            | 192       |
| 30703    | Sokorbé | 403,8            | 35 579            | 80        |

### Situation
Le département de Loga est entouré par :
- au nord : la région de Tillabéri (département de Filingué),
- à l'est : le département de Dogondoutchi,
- au sud : le département de Dosso,
- à l'ouest : le département de Boboye.

## Population
La population est estimée à 184 843 habitants en 2011.